# 天野エリカ
天野 エリカ（あまの エリカ、8月1日 - ）は、日本の女性声優。以前はゆーりんプロに所属していた。岡山県出身。身長は158cm。旧名は天野 絵里香。

## 出演作品

### テレビアニメ
- BPS バトルプログラマーシラセ（生徒たち）
- 魔法少女リリカルなのは（高町桃子）
- 魔法少女リリカルなのはA's（高町桃子）
- RAVE（幼いムジカ）

### ドラマCD
- 魔法少女リリカルなのはStrikerS サウンドステージ シリーズ（高町桃子）

### ゲーム
- 喧嘩上等！ヤンキー番長（ギャルヤンキー、姉御）